# Гипотеза Холла
Гипотеза Холла — нерешённая на 2015 г. теоретико-числовая гипотеза об оценке сверху для решений диофантова уравнения Морделла {\displaystyle y^{2}=x^{3}+k} при заданном {\displaystyle k\neq 0}. Имеет несколько формулировок разной силы. Была сформулирована Холлом в 1971 г.

## Формулировка и уточнения
Первоначальная формулировка такова:
Существует константа {\displaystyle C>0}, такая что если {\displaystyle y^{2}=x^{3}+k} для {\displaystyle x,y,k\in \mathbb {Z} } и {\displaystyle k\neq 0}, то {\displaystyle |x|\leqslant C|k|^{2}}.
Из конкретных решений разных уравнений для разных {\displaystyle k} можно получать оценки снизу для {\displaystyle C}. Наиболее сильный пример был найден Элкисом в 1998:
{\displaystyle 447884928428402042307918^{2}-5853886516781223^{3}=-1641843}
Из него следует оценка {\displaystyle C>2171}. Это делает гипотезу неправдоподобной в такой формулировке, хотя эта формулировка и не опровергнута.
Старк и Троттер в 1980 предположили ослабленный вариант гипотезы Холла:
Для любого {\displaystyle \epsilon >0} существует константа {\displaystyle C(\epsilon )>0}, такая что если {\displaystyle y^{2}=x^{3}+k} для {\displaystyle x,y,k\in \mathbb {Z} } и {\displaystyle k\neq 0}, то {\displaystyle |x|\leqslant C(\epsilon )|k|^{2+\epsilon }}.
Ввиду неправдоподобности первоначального варианта гипотеза Холла теперь гипотезой Холла называется её ослабленный вариант с {\displaystyle \epsilon }.
Доказано, что показатель 2 в оценке нельзя уменьшить — гипотеза становится неверной для оценки вида {\displaystyle |x|\leqslant C|k|^{2-\epsilon }} (Данилов, 1982).

## Теорема Дэвенпорта — Аналог гипотезы Холла для многочленов
В 1965 Дэвенпорт доказал аналог гипотезы Холла для многочленов:
Если {\displaystyle g(t)^{2}=f(t)^{3}+k(t)}, где {\displaystyle k(t)\neq \mathrm {const} ,f(t),g(t)\neq 0}, то {\displaystyle \deg f(t)\leqslant 2(\deg k(t)-1)}.
Эта теорема сразу следует из теоремы Мейсона — Стотерса, аналога ABC-гипотезы для многочленов:
Пусть {\displaystyle a(t),b(t),c(t)} — попарно взаимно простые неконстантные многочлены, такие, что {\displaystyle a+b=c}, тогда
{\displaystyle \max\{\deg(a),\deg(b),\deg(c)\}\leqslant \deg(\operatorname {rad} (abc))-1.}
Здесь {\displaystyle \mathrm {rad} (f)} — радикал многочлена, то есть произведение его различных простых множителей.
Подстановка {\displaystyle c=g^{2}}, {\displaystyle a=f^{3}}, {\displaystyle b=k} даёт 2 неравенства:
{\displaystyle 3\deg f,2\deg g\leqslant \deg f+\deg g+\deg k-1},
из которых и получается теорема.

## Связь с ABC-гипотезой
Гипотеза Холла следует из ABC-гипотезы. Из ABC-гипотезы сразу следует даже более сильная, т. н. радикальная гипотеза Холла:
Для любого {\displaystyle \epsilon >0} существует константа {\displaystyle C(\epsilon )>0}, такая что если {\displaystyle y^{2}=x^{3}+k} для {\displaystyle x,y,k\in \mathbb {Z} } и {\displaystyle k\neq 0}, {\displaystyle {\text{НОД}}(x,y)=1} то {\displaystyle |x|\leqslant C(\epsilon )\mathrm {rad} (k)^{2+\epsilon }}.
Здесь {\displaystyle \mathrm {rad} (k)} — радикал целого числа {\displaystyle k}.
Оказывается, из радикальной гипотезы Холла также следует ABC-гипотеза. Однако это утверждение нетривиально.

Обобщение гипотезы Холла на другие степени — это гипотеза Пиллаи.